# ه
ه（ハー, هاء）はアラビア文字の26番目に位置する文字。無声声門摩擦音 /h/ を表す。

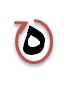
単独形の筆順

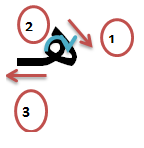
語頭形の筆順

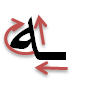
語末形の筆順

フェニキア文字から受け継がれた文字の一つで、ヘブライ文字の ה、発音は全く異なるがギリシャ文字の Ε、ラテン文字の E、キリル文字の E と対応している。元は『糸』の形であった。
初期のアラビア語では女性語尾が ـَهْ（-ah）と ـَتْ（-at）の2種類があったがその後統合され ه の上に ت の弁別点2個をつけた ة（tā’ marbūṭa(h),ター・マルブータ）が作られた。ター・マルブータは「結ばれたター」「縛られたター」という意味で ت を丸めた形状のことを指すが、現代でも古典的アラビア語の発音を継承しており文語では属格（イダーファ）構文や息継ぎなしのつなげ読み（ただし現代のフスハー会話ではイダーファ構文以外ではt発音はしないのが一般的）で ت（t）の音を示すほか休止形では ه（h）の発音となる。（ただし現代会話では休止形でh音を発音せず直前の短母音aまでしか発音しない。）
なお、アラビア語以外の言語では現在でも語尾の ه は母音を表すことが多く、言語によっては語中でも母音を表す。
ペルシャ文字やそこから派生したウルドゥー文字などのアルファベット順では、ه は و と ي の間に置かれ、アラビア語のアルファベット順と比べて و と ه が逆になっている。

## 関連する文字
ウルドゥー文字では ه が2種類に分かれている。
- بھ のように他の子音の後ろについて、帯気音を表す。語末にあってもアラビア文字の ه の語中形のように書かれる。単独ではアラビア文字の語頭形のように ھ  do chashmi heと書かれる。
- /h/ を表す。単独ではアラビア文字と同じように ہ と書かれる。語頭・語中・語末では ہہہ のように特殊な形に書かれる。

Unicode では、前者に U+06BE、後者に U+06C1 を割り当てている。
ウイグル語でも2種類の ه が存在する。
- ھ (U+06BE) は /h/ を表す。独立形は語頭形と同じ形、語末形は語中形と同じ形になる。
- ە (U+06D5) は母音の /ɛ/ を表す。常に語末形か独立形で現れ、後ろの文字に続かない。

## 符号位置
| 文字 | Unicode | JIS X 0213 | 文字参照        | 名称 |
| ---- | ------- | ---------- | --------------- | ---- |
| ه    | U+0647  | ‐          | &#x647; &#1607; | ハー |